# Cyrtopholis bryantae
Cyrtopholis bryantae är en spindelart som beskrevs av Rudloff 1995. Cyrtopholis bryantae ingår i släktet Cyrtopholis och familjen fågelspindlar.
Artens utbredningsområde är Kuba. Inga underarter finns listade i Catalogue of Life.